# Karla (jméno)
Karla je ženské křestní jméno germánského původu. Jedná se o ženskou podobu mužského jména Karel, které znamená svobodný muž. Podle českého kalendáře má svátek 4. listopadu s Karlem, případně 14. července s Karolínou. Variantami jména jsou vedle Karolíny i Šarlota, Karlota či Karola.

## Domácké podoby
Karlička, Karča, Carly, Karunka, Karolka, Kája, Kájenka, Kájinka, Kajka, Karluš(ka)

## Známé nositelky jména
- Carla Bley – americká jazzová skladatelka, pianistka a varhanistka
- Carla DeVito – americká zpěvačka
- Karla Erbová – česká básnířka
- Carla Guginová – americká herečka
- Karla Chadimová – česká herečka
- Karla Maříková – česká politička a zdravotní sestra
- Carla Bruniová – italská zpěvačka, bývalá modelka a první dáma Francie
- Carole King – americká zpěvačka
- Carole Lombard – americká herečka
- Karla Mráčková – česká moderátorka
- Carla Suárezová Navarrová – španělská tenistka
- Carla del Ponte – švýcarská právnička, bývalá hlavní žalobkyně
- Karla Plhoňová – česká Miss Academia 2007
- Carly Rae Jepsenová – kanadská zpěvačka a textařka